# Saint-Martin-d'Août
Saint-Martin-d'Août är en kommun i departementet Drôme i regionen Auvergne-Rhône-Alpes i sydöstra Frankrike. Kommunen ligger i kantonen Saint-Vallier som tillhör arrondissementet Valence. År 2022 hade Saint-Martin-d'Août 389 invånare.

## Befolkningsutveckling
Antalet invånare i kommunen Saint-Martin-d'Août
Referens:INSEE